# Ahmed Fathy
Ahmed Fathy Abdelmonem (arabisch أحمد فتحي, DMG Aḥmad Fatḥī; * 10. November 1984 in Banha) ist ein ägyptischer Fußballspieler.

## Karriere

### Verein
Er begann seine Karriere ab der Saison 2001/02 beim Ismaily SC, gleich in seiner ersten Saison wurde er hier mit seiner Mannschaft ägyptischer Meister. Für gut eine Million Euro wechselte er Ende Januar 2007 zu Sheffield United nach England. Bis zum Ende der Saison kam er in der Premier League auf drei Einsätze. Mitte September schloss er sich dem al Ahly SC an.
Von al Ahly weiterverliehen, spielte er ab November 2007 beim Kazma SC in Kuwait. Ende des Jahres kehrte er zurück zu al Ahly und gewann dort in der Saison 2007/08 unter anderem die ägyptische Meisterschaft und die CAF Champions League. Inklusive einer Leihe zu Hull City von Ende Januar bis Ende Mai 2013 stand er bis Ende August 2014 bei dem ägyptischen Klub unter Vertrag. In dieser Zeit sammelte er vier weitere Meistertitel, zwei weitere Champions-League-Titel und zwei CAF-Super-Cup-Siege.
Danach zog es ihn für eine Saison nach Katar, wo er für den Umm-Salal SC auflief. Anfangs kam er oft zum Einsatz, zur zweiten Saisonhälfte verminderten sich seine Partien aber wesentlich. Anschließend kehrte er zu al Ahly zurück, wo er weitere fünf Meistertitel Titel, zwei Gewinne des ägyptischen Pokals, ein weiteres Mal der Champions League, und drei Siege des ägyptischen Superpokals. Seit Anfang November 2020 steht er beim Pyramids FC unter Vertrag.

### Nationalmannschaft
Mit der U20-Mannschaft von Ägypten nahm er an der U20-Weltmeisterschaft 2003 teil und gewann diese. Sein Debüt in der A-Nationalmannschaft gab er am 16. Dezember 2002 bei einem 2:1-Freundschaftsspielsieg über die Vereinigten Arabischen Emirate. Zur zweiten Halbzeit wurde er für Hany Said eingewechselt. Sein erstes Turnier war der Afrika-Cup 2004, wo er in jedem Spiel der Gruppenphase zum Einsatz kam. Beim Afrika-Cup 2006 gelang ihm mit seiner Mannschaft der erste Titel, als er zwei Einsätze unter anderem auch im Finale hatte. Seinen zweiten Titel mit der Nationalmannschaft gewann er den Afrika-Cup 2008, als er in jedem Spiel über die volle Spielzeit zum Einsatz kam. Im Halbfinale erzielte er ein Tor. Als amtierender Afrika-Meister nahm er am Konföderationen-Pokal 2009 teil. Seinen dritten Titel erlangte er anschließend mit den Afrika-Cup 2010. Hier verpasste er nur eine Partie der Gruppenphase.
Erst zum Afrika-Cup 2017 konnte sich die ägyptische Mannschaft wieder qualifizieren. Erneut war er in jeder Partie aktiv. Am Ende unterlag seine Mannschaft im Finale Kamerun mit 1:2. Sein letztes Turnier war die Fußball-Weltmeisterschaft 2018, wo er teilweise die Kapitänsbinde trug. Nach dem Turnier folgten zwei letzte Einsätze im Herbst des Jahres 2019.